# Figure team dancing
Le Figure team dancing est, comme son nom l'indique, une danse irlandaise en groupe.
Les figure dances se dansent en ghillies uniquement, et en costume traditionnel. Bien qu'elles soient des danses de compétition, elles sont souvent reprises dans des spectacles, comme dans Lord of the Dance ou Riverdance. En compétition, il y a un grand nombre de catégories de figure dances : en fonction de l'âge, du sexe (mixte ou exclusivement féminine) et du nombre de danseurs (8 ou 16). On peut dire qu'elles sont l'équivalent des ceilis, sauf que leur chorégraphie est créée par le professeur ou le chorégraphe.